# Suðurland
Suðurland (Sydlandet) er en af 8 områder, som er landsdele eller regioner på Island. Suðurland havde i 2008 24.176 indbyggere og er inddelt i 14 sveitarfélög (kommuner). Arealet er 24.526 km² og befolkningstætheden på 0,979 indb./km²
Landsdelen ligger i den sydvestlige del af Island og dens administrationsby er Selfoss.
Islands sydligste sted på fastlandet er Dyrhólaey og øen Surtsey er Islands sydligste position, som begge hører til i Sydlandet

## Byer
Eyrarbakki, Hvolsvöllur, Hveragerði, Selfoss, Stokkseyri, Vík í Mýrdal
Sydlandets har store flade vidder med heste og får. Her er øgruppen Vestmannaeyjar og vulkanen Hekla, gletsjere og store sandsletter.
En stor del af Naturparken Skaftafell ligger i Sydlandet. Parken er blandt andet kendt for at rumme Islands største gletsjer Vatnajökull.
Islands domkirke var i mere end 600 år beliggende ved gården Skálholt i den østlige del af landsdelen, hvor der stadig findes en stor kirke.
Flere af de kendte sagaer foregik på Sydlandet – som f.eks Njáls saga, der udspillede sig i nærheden af gletsjeren Eyjafjallajökull.